# Scalp Level
Scalp Level ist ein Borough im Cambria County, Pennsylvania, USA, 12 Kilometer südöstlich von Johnstown an der südlichen Grenze des County, wo er direkt an die Boroughs Paint und Windber im Somerset County grenzt. Scalp Level wurde 1835 gegründet und erhielt 1898 den Status als Borough. Das U.S. Census Bureau hat bei der Volkszählung 2020 eine Einwohnerzahl von 744 ermittelt.

## Geschichte
Ende des 19. Jahrhunderts begann die Berwind-White Coal Mining Company im Norden des Somerset County und im Süden des Cambria County Land aufzukaufen, um hier die Steinkohlevorkommen der Allegheny Mountains abzubauen. Das kleine Dorf Scalp Level war seinerzeit die einzige Siedlung an der südlichen Grenze des Cambria County. 1897 wurde im angrenzenden Paint Township des Somerset County durch die Berwind-White Coal Mining Company die Stadt Windber gegründet und in der Region mit dem Steinkohlenbergbau begonnen. Es siedelten sich deshalb um die Jahrhundertwende viele Immigranten aus Europa an, die in den Minen arbeiteten. Dadurch kam es zu einer starken Bevölkerungszunahme in Scalp Level, Paint und Windber, wo diese am ausgeprägtesten war.

## Historic Districts
Ein Großteil der historischen Hauser aus der Gründungszeit in Windber und Paint (Somerset County) sowie Scalp Level wurden 1991 als Windber Historic District ins National Register of Historic Places aufgenommen (NRHP#: 91001705).
1992 wurden zudem die Wohnhäuser der Minenarbeiter sowie zahlreiche Gebäude des Minenkomplex Eureka Mine No. 40 in Scalp Level und dem angrenzenden Richland Township im Cambria County als Berwind-White Mine 40 Historic District ins National Register of Historic Places aufgenommen (NRHP#: 92000392).

## Scalp-Level-Maler

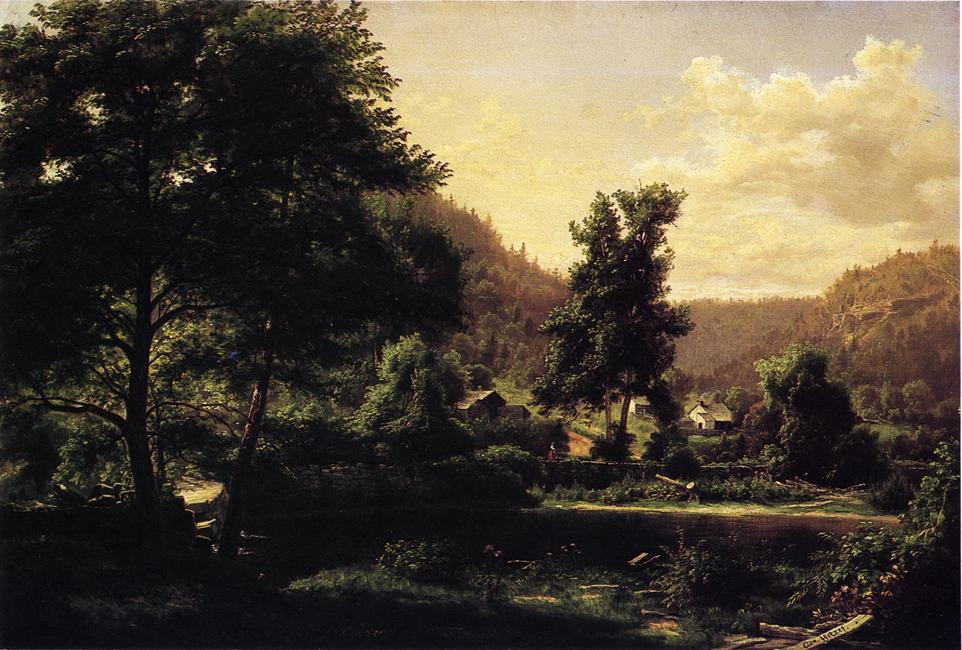
Farm at Scalp Level
George Hetzel (ca. 1860)

Der in Frankreich geborene und in die Vereinigten Staaten immigrierte Maler George Hetzel (1826–1899) kam in den 1860er-Jahren in die Gegend von Scalp Level und war von der Landschaft so fasziniert, dass er befreundete Maler sowie Kollegen und Studentinnen der Pittsburgh School of Design for Women ermutigte, in den Sommermonaten in die Gegend zu reisen, woraus in der Folgezeit mehrere bekannte Landschaftsgemälde der sogenannten Scalp Level Painters entstanden.